# Iparaguirre (manzana)
Iparaguirre es el nombre de una variedad cultivar de manzano (Malus domestica) Está cultivada en la colección del Banco de Germoplasma del manzano de la Universidad Pública de Navarra[cita requerida] de la finca de Santesteban clave: 3.1.96 ejemplares procedentes de esquejes localizados en Aranarache (Merindad de Estella, Navarra).

## Sinónimos
- "Manzana Iparaguirre".[cita requerida]
- "Iparaguirre Sagarra".[cita requerida]
- " 3.1.96 - Iparaguirre".[cita requerida]

## Características
El manzano de la variedad 'Iparaguirre' tiene un vigor medio. El árbol tiene tamaño medio y porte acrótono, con tendencia a ramificar baja, con hábitos de fructificación en ramos cortos y largos; ramos con pubescencia ausente o muy débil; presencia de lenticelas escasa; grosor de los ramos grueso; longitud de los entrenudos media.
Tamaño de las flores medias, época de floración tardía (característica muy deseable para tener una cosecha abundante, evitando las heladas), con una duración de la floración larga.
La variedad de manzana 'Iparaguirre' tiene un fruto de tamaño medio a grande, de forma cilíndrica achatada; con color de fondo amarillento, importancia del sobre muy débil, color del sobre color lavado, distribución del sobre color placas /rayas en zonas expuestas al sol, y una sensibilidad al "russeting" (pardeamiento áspero superficial que presentan algunas variedades) de 20 a 50%; acidez baja, azúcar alto, y firmeza de la carne media; Peso promedio: 132gr/fruto.
Época de maduración y recolección tardía, a partir del 3 al 18 de octubre. Se trata de una variedad de productividad media baja. Se usa como manzana de sidra.

## Análisis de Mosto
En los análisis del mosto de 'Iparaguirre' se ha encontrado pH: 3,35; Polifenoles: 1,62 gr/l; ºBrix: 15; Relación S/L: 1,9.
La variedad 'Iparaguirre' está considerada una variedad de características organolépticas deseables en la elaboración de sidra, por sus valores adecuados tanto de pH, como de polifenoles. El Grado Brix alto.

## Susceptibilidades
- Moteado: ataque muy débil (presencia rara en hoja 0,09)
- Fuego bacteriano: no presenta[2][3]